# Cardiosace parilis
Cardiosace parilis är en fjärilsart som beskrevs av Hans Daniel Johan Wallengren 1864. Cardiosace parilis ingår i släktet Cardiosace och familjen nattflyn. Inga underarter finns listade i Catalogue of Life.